# Ku-liang csuan
A Ku-liang csuan (Guliang zhuan)  (magyarul: Ku-liang (Guliang) kommentárja) a Tavasz és ősz (Csun-csiu (Chunqiu)  《春秋》) című történeti mű három fennmaradt kommentárjának egyike, amelyet később, jelentősége miatt a konfuciánus kánon művei közé emeltek.

## Leírás
A Tavasz és ősz című történeti mű, amelyről a Csou (Zhou)-dinasztia első fele, az i. e. 722-től – i. e. 481-ig terjedő időszak a nevét is kapta az egyik legjelentősebb és legkorábbi történeti mű. A történeti mű Lu (鲁) állam egymást követő tizenkét fejedelmének (kung (gong) 公) uralkodás alapján, kronologikus sorrendben tárgyalja a kínai ókor majd két és fél évszázadának történetét. Menciusz a szerzőségét magának Konfuciusznak tulajdonítja, és a konfuciánus öt klasszikus egyike. Szövege azonban csak a hozzáírt, három fennmaradt kommentárból ismert, melyek közül a legteljesebb és legfontosabb a Co csuan (Zuo zhuan).
A legkorábbi bibliográfiák tanúsága szerint a krónikához eredetileg öt különböző szerző is készített kommentárt. A Co (Zuo)-féle kommentár mellett máig fennmaradt és ismert a Kung Jang (Gong Yang) és a Ku (Gu) Liang (穀梁) által írt kommentár is. Ezeket ma a „Tavasz és ősz három kommentárja” néven emlegetik. A másik két kommentár elveszett.